# RFL Championship 1977-78
El Championship de 1977-78 fue la 83.º edición del torneo de rugby league más importante de Inglaterra.

## Formato
Los equipos se enfrentaron en formato de todos contra todos en condición de local y de visitante, el equipo que terminó en la primera posición al finalizar el torneo se coronó campeón, mientras que los últimos cuatro equipos descendieron.
Se otorgaron 2 puntos por cada victoria, 1 por el empate y 0 por la derrota.

## Desarrollo

### Tabla de posiciones
| Pos. | Equipo               | Encuentros | Encuentros | Encuentros | Encuentros | Tantos | Tantos | Puntos |
| Pos. | Equipo               | PJ         | PG         | PE         | PP         | F      | C      | Puntos |
| ---- | -------------------- | ---------- | ---------- | ---------- | ---------- | ------ | ------ | ------ |
| 1    | Widnes Vikings       | 30         | 24         | 2          | 4          | 613    | 241    | 50     |
| 2    | Bradford Northern    | 29         | 21         | 2          | 6          | 500    | 291    | 44     |
| 3    | St Helens RFC        | 30         | 22         | 1          | 7          | 678    | 384    | 45     |
| 4    | Hull Kingston Rovers | 30         | 16         | 3          | 11         | 495    | 419    | 35     |
| 5    | Wigan Warriors       | 30         | 17         | 1          | 12         | 482    | 435    | 35     |
| 6    | Salford Red Devils   | 30         | 16         | 0          | 14         | 470    | 446    | 32     |
| 7    | Featherstone Rovers  | 29         | 15         | 2          | 12         | 443    | 452    | 32     |
| 8    | Leeds Rhinos         | 30         | 15         | 1          | 14         | 512    | 460    | 31     |
| 9    | Warrington Wolves    | 30         | 15         | 0          | 15         | 561    | 367    | 30     |
| 10   | Castleford Tigers    | 30         | 13         | 2          | 15         | 515    | 583    | 28     |
| 11   | Workington Town      | 30         | 11         | 4          | 15         | 406    | 519    | 26     |
| 12   | Wakefield Trinity    | 30         | 12         | 1          | 17         | 393    | 450    | 25     |
| 13   | Hull FC              | 30         | 10         | 3          | 17         | 358    | 480    | 23     |
| 14   | Hunslet RLFC         | 30         | 11         | 0          | 19         | 318    | 518    | 22     |
| 15   | Bramley RLFC         | 30         | 5          | 4          | 21         | 281    | 608    | 14     |
| 16   | Dewsbury Rams        | 30         | 2          | 2          | 26         | 207    | 589    | 6      |

|  | Campeón.                      |
|  | Desciende a segunda división. |

| Bandera de Inglaterra  |
| Campeón Widnes Vikings |
| Primer título          |